# Operation Eagle Assist
Operation Eagle Assist var en NATO-operation der begyndte 9. oktober 2001 og sluttede 16. maj 2002. 7 NATO AWACS fly blev sendt til USA, og hjalp med at overvåge luftrummet, for at sikre landet mod yderligere terrorangreb efter terrorangrebet 11. september 2001.
Det var første gang artikel 5 i den Nordatlantiske Traktat blev taget i brug. Samlet fløj 830 besætningsmedlemmer fra 13 NATO lande 360 missioner på sammenlagt næsten 4300 timer i luftrummet over USA.